# Песчанка (Крым)
Песча́нка (до 1948 года нас. пункт рыбного промысла Ак-Сара́й; укр. Піщанка, крымскотат. Aq Saray, Акъ Сарай) — исчезнувшее село в Черноморском районе Республики Крым, располагавшееся на юге района, на берегу Чёрного моря, примерно в 2 км юго-западнее современного села Окунёвка.

## История
Впервые в доступных источниках поселение встречается в Статистическом справочнике Таврической губернии 1915 года, согласно которому в экономии Ак-Сарай Кунанской волости Евпаторийского уезда числилось 6 дворов с татарским населением в количестве 30 человек приписных жителей и 5 — «посторонних».
После установления в Крыму Советской власти, по постановлению Крымревкома от 8 января 1921 года № 206 «Об изменении административных границ» была упразднена волостная система и образован Евпаторийский уезд, в котором создан Ак-Мечетский район и село вошло в его состав, а в 1922 году уезды получили название округов. 11 октября 1923 года, согласно постановлению ВЦИК, в административное деление Крымской АССР были внесены изменения, в результате которых округа были отменены, Ак-Мечетский район упразднён и село вошло в состав Евпаторийского района. Согласно Списку населённых пунктов Крымской АССР по Всесоюзной переписи 17 декабря 1926 года, в селе Ак-Сарай, Кунанского сельсовета Евпаторийского района, числилось 11 дворов, все крестьянские, население составляло 50 человек, все украинцы. По постановлению КрымЦИКа от 30 октября 1930 года «О реорганизации сети районов Крымской АССР», был восстановлен Ак-Мечетский район (по другим данным 15 сентября 1931 года) и село вновь включили в его состав.
С 25 июня 1946 года Ак-Сарай в составе Крымской области РСФСР. Указом Президиума Верховного Совета РСФСР от 18 мая 1948 года, населенный пункт рыбного промысла Ак-Сарай переименовали в Песчанку. 26 апреля 1954 года Крымская область была передана из состава РСФСР в состав УССР. Ликвидирована до 1960 года, поскольку в «Справочнике административно-территориального деления Крымской области на 15 июня 1960 года» селение уже не значилось (согласно справочнику «Крымская область. Административно-территориальное деление на 1 января 1968 года» — в период с 1954 по 1968 годы, как посёлок позже упразднённого Красносельского сельсовета).